# Kjeld Matthiessen
Kjeld Matthiessen (* 21. Juli 1930 in Bad Oldesloe; † 26. Februar 2010 in Lübeck) war ein deutscher Klassischer Philologe.
Nach dem Studium in Kiel, Tübingen, Münster und Hamburg legte er in Hamburg 1960 das Erste Staatsexamen ab und wurde am 6. Januar 1961 bei Bruno Snell zum Dr. phil. promoviert. Von 1960 bis 1965 war er in Hamburg als wissenschaftlicher Mitarbeiter am Lexikon des frühgriechischen Epos beschäftigt. Eine Forschungsreise führte ihn 1962/63 nach Italien. 1965 ging er als Assistent ans Institut für Altertumskunde der Universität Münster, wo er sich nach einem Forschungsaufenthalt am Center for Hellenic Studies (1968–1969) 1970 habilitierte und 1972 zum außerplanmäßigen Professor ernannt wurde. Von 1973 bis 1976 war er Prorektor für Lehre und Studentische Angelegenheiten der Universität. 1995 trat er in den Ruhestand.
Zu Matthiessens Forschungsschwerpunkten gehören das frühgriechische Epos und die griechische Tragödie, insbesondere Euripides.
Matthiessen starb am 26. Februar 2010 im Alter von 79 Jahren in Lübeck.

## Schriften (Auswahl)
- Elektra, taurische Iphigenie und Helena. Untersuchungen zur Chronologie und zur dramatischen Form im Spätwerk des Euripides. Göttingen 1964 (= Hypomnemata 4; zugleich Dissertation, Universität Hamburg)
- Studien zur Textüberlieferung der Hekabe des Euripides. Heidelberg 1974 (= Bibliothek der klassischen Altertumswissenschaften 52; zugleich Habilitationsschrift, Westfälische Wilhelms-Universität Münster)
- Die Tragödien des Euripides. München 2002 (= Zetemata 114), ISBN 978-3-406-50310-8
- Euripides und sein Jahrhundert. München 2004 (= Zetemata 119), ISBN 978-3-406-51744-0
- Euripides: Hekabe. Herausgegeben, übersetzt und kommentiert. Berlin / New York 2008 (= Griechische Dramen), ISBN 978-3-11-018809-7
- Euripides: Hekabe. Edition und Kommentar. Berlin / New York 2010 (= Texte und Kommentare 34), ISBN 978-3-11-022945-5